# Mörttjärnen (Gräsmarks socken, Värmland, 666579-133196)
Mörttjärnen är en sjö i Sunne kommun i Värmland och ingår i Göta älvs huvudavrinningsområde.